# Leandra viscosa
Leandra viscosa är en tvåhjärtbladig växtart som beskrevs av Célestin Alfred Cogniaux. Leandra viscosa ingår i släktet Leandra och familjen Melastomataceae. Inga underarter finns listade i Catalogue of Life.